# Darcy Ribeiro
Darcy Ribeiro (Montes Claros, Minas Gerais, 26 de octubre de 1922 - Brasilia, 17 de febrero de 1997) fue un intelectual y político brasileño conocido por sus trabajos en educación, sociología y antropología.

## Biografía
Se formó como antropólogo en la Universidad de São Paulo (1946), dedicando los primeros años de su carrera profesional al estudio de los indígenas brasileños (hasta entonces, bastante desconocidos). Adquirió prestigio trabajando como consultor sobre dicho tema para la Unesco y la OIT. En los años siguientes fundó la Universidad de Brasilia, de la que fue su primer Rector. 
Fue ministro de Educación en el fugaz Gobierno parlamentario de Hermes Lima (1962-1963). Posteriormente fue nombrado ministro de la Casa Civil del presidente João Goulart. Su carrera política padeció, sin embargo, un brusco frenazo como consecuencia del Golpe de Estado militar de 1964.
Hubo de exiliarse. Permaneció doce años (hasta 1976) fuera de su país. Recorrió América Latina asesorando a diversos Gobiernos (como el de Juan Velasco Alvarado en Perú o el de Salvador Allende en Chile) en cuestiones educativas, fundamentalmente ligadas a la reforma universitaria. Desplegó, en paralelo, una intensa labor intelectual orientada a lo que él mismo definió como Antropología de la civilización. 
A su regreso a Brasil, tras la dictadura, contribuyó a la creación –en 1980– del Partido Democrático Trabalhista (PDT)). En las listas de dicho partido fue elegido Vicegobernador (1983-1987) del Estado de Río de Janeiro. Su medida más importante fue la apertura de hasta 500 Centros Integrados de Enseñanza Pública, un –por entonces– innovador proyecto pedagógico intensivo, orientado a niños y adolescentes, que combinaba educación formal y no formal.
En 1986 fue candidato a la Gobernatura del Estado de Río de Janeiro pero perdió las elecciones. En 1991 logró ser elegido, sin embargo, senador federal por ese mismo Estado. Mantuvo el cargo hasta su muerte ocurrida –tras una larga agonía cancerosa– en 1997. Una vez desaparecido fue reconocido y admirado, incluso, por sus adversarios.
Pertenecía -desde 1993- a la Academia Brasileña de las Letras. A lo largo de su vida recibió doctorados 'honoris causa' por la Universidad de Copenhague, la Universidad de la República del Uruguay, la Universidad Central de Venezuela y la Universidad de Brasilia.

## Ideas

### Categorización de los pueblos americanos modernos

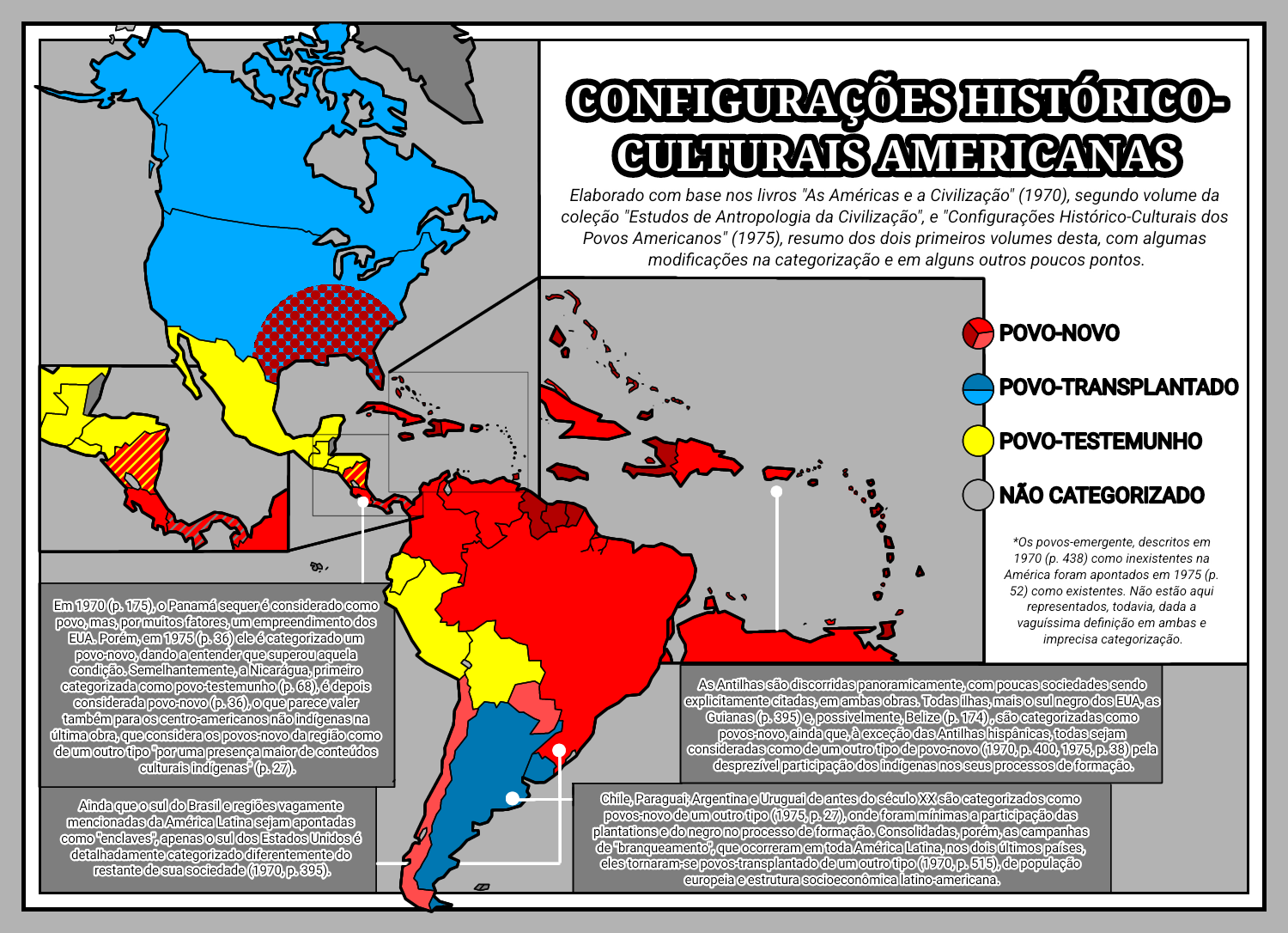
Los pueblos testigo (amarillo) son restos de antiguas civilizaciones, desfiguradas por el contacto con el europeo; los pueblos transplantado (azul) son extensiones de Europa, surgidas de grandes olas migratorias; y los pueblos nuevo (rojo) son híbridos totalmente nuevos, originados del contacto entre pueblos muy distintos en situaciones de dominación.

En el libro Las Américas y la Civilización, Ribeiro propone una tipología histórico-cultural de los pueblos del mundo, con énfasis en los americanos. Él clasifícalos como pueblos testigo, pueblos transplantado, pueblos nuevo o pueblos emergentes, a depender principalmente de sus procesos de formación.
Los pueblos testigo, como los guatemaltecos y ecuatorianos, son restos de antiguas civilizaciones deformadas por el europeo, que causó la muerte de gran parte de sus poblaciones, intervino en sus sistemas de producción, sustituyó a sus clases dominantes y obligó a conviviren indistintamente con pueblos rivales en horribles condiciones
Los pueblos transplantado, como los canadienses y uruguayos, son esencialmente diásporas europeas que reprodujeron sus antiguos modos de vida en las tierras conquistadas, con mínima influencia cultural de otros pueblos.
Los pueblos nuevo, como los chilenos y haitianos, son híbridos de pueblos muy distintos, resultados de acentuados eventos de mestizaje y el sometimiento común a formas extremamente aculturativas de explotación.
Los pueblos emergente, como los aimarás y kekchís, son también restos de antiguos pueblos indígenas deformados por los europeos, que no se identifican con la sociedad civil circundante y aspiran a la autonomía o independencia política o al derecho de participación diferenciada en aquella.